# Hylomys
Los gimnuros (Hylomys) son un género de la familia de los erinaceidos. Viven en el sur y el este de Asia. Sus parientes más cercanos, todos conocidos por sus fósiles, se agrupan en los géneros Lantanotherium y Thaiagymnurus.

## Especies
- Hylomys dorsalis Thomas, 1888[1] - gimnuro de la Montaña Trusmadi.
- Hylomys macarong Hinckley, Lunde & Hawkins, 2023[1] - gimnuro vampiro de Vietnam.
- Hylomys maxi Sody, 1933[1] - gimnuro malayo.
- Hylomys megalotis Jenkins & Robinson, 2002 - gimnuro orejudo.
- Hylomys parvus Robinson & Kloss, 1916 - gimnuro enano).
- Hylomys peguensis Blyth, 1859[1] - gimnuro de Indochina.
- Hylomys suillus Müller, 1840 - gimnuro pequeño (especie tipo).
- Hylomys vorax Hinckley, Lunde & Hawkins, 2023[1] - gimnuro de la Montaña Leuser.

Especies extintas:
- †Hylomys engesseri Mein & Ginsburg, 1997 (Langhiense/Mioceno Medio de Tailandia).[2][3]